# Саут Бенд (Небраска)
Саут Бенд (енгл. South Bend) град је у америчкој савезној држави Небраска.

## Демографија
По попису из 2010. године број становника је 99, што је 13 (15,1%) становника више него 2000. године.
| Група             | 2000.      | 2010.      |
| Белци             | 77 (89,5%) | 96 (97,0%) |
| Афроамериканци    | 0 (0,0%)   | 0 (0,0%)   |
| Азијати           | 0 (0,0%)   | 0 (0,0%)   |
| Хиспаноамериканци | 2 (2,3%)   | 0 (0,0%)   |
| Укупно            | 86         | 99         |